# Kaszabia digitata
Kaszabia digitata är en bäcksländeart som först beskrevs av Kawai 1963.  Kaszabia digitata ingår i släktet Kaszabia och familjen rovbäcksländor. Inga underarter finns listade i Catalogue of Life.